# Государственная премия Республики Татарстан имени Габдуллы Тукая
Государственная премия Республики Татарстан имени Габдуллы Тукая (тат. Татарстан Республикасының Габдулла Тукай исемендәге дәүләт премиясе) — ежегодная премия Президента Республики Татарстан. Премия присуждается за произведения литературы и искусства, которые получили общественное признание и внесли большой вклад в развитие национальной культуры, а также за значительные научные исследования в области искусствоведения и литературоведения. Каждый год присуждаются три Государственные премии Республики Татарстан имени Габдуллы Тукая.

## История премии
Премия была учреждена 8 апреля 1958 г. Министерством культуры ТАССР и с тех пор присуждалась ежегодно (с перерывом в 1961—1965 гг. и в 1975 г.). До 1991 г. решение о присуждении премии имени Габдуллы Тукая принималось Советом Министров ТАССР, с 1991 г. эту функцию выполняет Президент Татарстана.
Первая премия была присуждена в 1958 г. композитору Фариду Яруллину за балет «Шурале», Назибу Жиганову за оперу «Джалиль» и Файзи Ахмеду за роман «Тукай» и популяризацию творчества Габдуллы Тукая. Третью премию получила труппа театра имени Галиаскара Камала за постановку спектакля «Без ветрил». Премии были также присуждены художникам Лотфулле Фаттахову и Харису Якупову за иллюстрации к сборнику «Татарские народные сказки», режиссёру Ниязу Даутову за постановки произведений «Алтынчәч» и «Евгений Онегин» в Татарском театре оперы и балета.
В настоящее время ежегодно присуждаются три равноценных премии Указом Президента Республики Татарстан. Лауреат премии имени Габдуллы Тукая получает диплом, удостоверение и Почётный знак лауреата и денежное вознаграждение. Награждение проводится 26 апреля и приурочивается ко ко дню рождения Габдуллы Тукая. Премия как правило присуждается одному соискателю, но может быть присуждена и коллективу соискателей, который может состоять не более чем из восьми человек. В особых случаях премия имени Габдуллы Тукая может быть присуждена повторно. Также допускается присуждение премии посмертно.